# 제주 당처물동굴
제주 당처물동굴(濟州 당처물洞窟)은 대한민국 제주특별자치도 제주시 구좌읍에 있는 천연동굴이다. 1996년 12월 30일 대한민국의 천연기념물 제384호로 지정되었다.

## 개요
당처물 동굴은 제주시에서 동쪽으로 약 27km쯤 떨어진 곳에 있다. 화산활동에 의해 땅에서 3m 정도 아래에 형성된 용암동굴로 약32만년 전에 만들어진 것으로 추정되며. 동굴은 입구가 없어 그 동안 외부에 노출되지 않아 동굴모습이 그대로 보존되어 있다.
당처물 동굴은 용암동굴이지만 동굴 위의 지표에 쌓인 조개모래의 석회성분에 의해 만들어진 2차 생성물이 석회동굴을 방불케하고 있다. 고드름처럼 생긴 종유석과 땅에서 돌출되어 올라온 석순, 그리고 종유석과 석순이 만나 기둥을 이룬 석주 등 동굴생성물이 매우 아름답게 발달해 있으며, 특히 가늘고 긴 종유석과 기둥 모양의 석주가 동굴 전체에 걸쳐 크게 발달하였다.
현재 당처물동굴은 동굴 생성물 등의 보호를 위해 공개제한지역으로 지정되어 있어 관리 및 학술 목적 등으로 출입하고자 할 때에는 문화재청장의 허가를 받아 출입할 수 있다.

## 참고 자료
- 제주 당처물동굴 - 국가유산청 국가유산포털